# SINCRO.GRID
SINCRO.GRID je mednarodni projekt elektroenergetskih sistemov Slovenije in Hrvaške glede implementacije pametnih električnih omrežij v obeh državah.

## Zgodovina
V projektu, ki se je pričel leta 2014, neposredno sodelujejo: operaterja prenosnega omrežja (HOPS in ELES) in operaterja distribucijskega omrežja (HEP - ODS in SODO). ELES koordinira celoten projekt.
Leta 2017 je Evropska unija podprla projekt z 40,48 milijoni evrov za naložbe v prednostne projekte na področju energetske infrastrukture.

## Cilji projekta
Načrtovani cilji in pozitivni učinki projekta so:
- "vzpostavitev obratovalnih pogojev, ki bodo omogočili več proizvodnje iz obnovljivih virov energije in razpršene proizvodnje, ter večji potencial njihovega prodora v distribucijska in prenosna omrežja na Hrvaškem in v Sloveniji";
- "vpeljava ene od pomembnih tehnologij pametnih omrežij – povečanje prenosne zmogljivosti z dinamičnim spremljanjem prenosnih zmogljivosti (DTR) daljnovodov, kar bo omogočilo boljšo izkoriščenost obstoječega prenosnega omrežja in večjo zmogljivost prenosa brez izgradnje novih vodov";
- "vzpostavitev tehničnega nadzora namenskih in nenamenskih virov jalove moči električne energije z optimizacijo, ki temelji na nacionalnem in mednarodnem sodelovanju med operaterji prenosnega in distribucijskega omrežja";
- "vzpostavitev nadzora in centralizirano vodenje proizvodnje iz obnovljivih virov energije ter spremenljivk sistema na visoko- in srednjenapetostnih omrežjih";
- "razbremenitev lokalnih pretokov moči na 110 kV omrežju in zagotavljanje nadomestnih sistemskih storitev (sekundarna regulacija) v razponu do 12 MW";
- "povečanje zmogljivosti omrežja za prenos energije z uporabo nadzora operativnih omejitev omrežnih elementov v realnem času bo omogočilo nove naložbe, potrebne za zanesljivo delovanje";
- "izboljšanje zaznavnosti distribucijskih in prenosnih omrežij z uporabo naprednih orodij za napovedovanje, s sistemom za ugotavljanje mej obratovanja (SUMO) ter združevanja informacij distribucijskih in prenosnih sistemov, kar bo olajšalo delovanje prenosnega omrežja in zmanjšalo prihodnje potrebe po sistemskim storitvah";
- "izboljšanje zaznavnosti obnovljivih virov energije, kar bo vplivalo na delovanje prenosnega in 110 kV omrežja na mednarodni ravni";
- "izboljšanje komunikacijske platforme za upravljanje odjema (DSM) terciarne rezerve za bolj transparentno sodelovanje med ponudniki rezerve in operaterji prenosnih omrežij";
- "povečanje čezmejne zmogljivosti z nadzorom operativnih omejitev omrežnih elementov v realnem času";
- "ureditev problematike neustreznih profilov napetosti na prenosnih sistemih";
- "vzpostavitev skupne komunikacijske platforme za upravljanje odjema (DSM), ki bo operaterjema prenosnih omrežij zagotovila natančnejše in bolj dostopne podatke, zagotoviti dodatnih 5 MW terciarne rezerve".